# Кариокар
Кариокар (лат. Caryocar) — род двудольных цветковых растений семейства Кариокаровые (Caryocaraceae) порядка Мальпигиецветные. Представители семейства распространены исключительно в тропических областях Центральной и Южной Америки.

## Виды
По информации базы данных The Plant List (на июль 2016) род включает 16 видов:
- Caryocar amygdaliferum Mutis ex Cav.
- Caryocar amygdaliforme G.Don
- Caryocar brasiliense A.St.-Hil. — Кариокар бразильский
- Caryocar coriaceum Wittm.
- Caryocar costaricense Donn.Sm.
- Caryocar cuneatum Wittm.
- Caryocar dentatum Gleason
- Caryocar edule Casar.
- Caryocar glabrum (Aubl.) Pers.
- Caryocar gracile Wittm.
- Caryocar harlingii Prance & Encarn.
- Caryocar microcarpum Ducke
- Caryocar montanum Prance
- Caryocar nuciferum L.
- Caryocar pallidum A.C.Sm.
- Caryocar villosum (Aubl.) Pers.